# 山本啓四郎
山本 啓四郎（やまもと けいしろう、1920年6月6日- 1990年11月23日 ）は、日本の経営者。日清紡績社長、会長を務めた。

## 来歴・人物
東京都出身。1943年に慶應義塾大学経済学部経済学科を卒業し、同年に日清紡績に入社した。1967年6月に取締役に就任し、1969年6月に常務、1972年12月に専務を経て、1973年5月に社長に就任。1979年7月に会長に就任し、1980年7月から1985年7月までに監査役を務めた。
1990年11月23日、転移性脳腫瘍のために死去。70歳没。